# Екшън трилър
Екшън трилърът е филмов жанр, съчетаващ елементи на екшън и трилър. Обикновено главният герой се сблъсква с опасни противници, препятствия или други обстоятелства, които трябва да преодолее, в типични за екшъна сюжетни ситуации – надпревара с времето, оръжия и експлозии, често насилие и ясен антагонист. Популярни примери са филмите „Твърде лично“, „Скорост“, „Черният рицар“, „Кралска битка“ или поредицата „Борн“.